# مگی (فیلم)
مگی (به انگلیسی: Maggie) فیلمی به کارگردانی هنری هابسون، با بازی آرنولد شوارتزنگر است که در سال ۲۰۱۵ اکران شد.

## خلاصه داستان
در زمانه ی سقوط بشریت تبدیل شدن انسان ها به زامبی دختری به نام مگی توسط یک زامبی گاز گرفته می‌شود و به آرامی به زامبی تبدیل می شود اما روند تبدیل شدن چند روز طول می‌کند، پدر مگی یعنی وید(آرنولد) برای محافظت از دخترش در روزهای پایانی عمرش، او را در کنارش نگه می دارد و همین موضوع، یک داستان تراژدیک برای این فیلم رقم میزند.

## بازیگران
- آرنولد شوارتزنگر / در نقش وید
- ابیگیل برسلین / در نقش مگی
- جولی ریچاردسون / در نقش کارولاین
- آیدن فلاورز/ در نقش بابی
- کارسن فلاورز / در نقش مالی
- ج. د اورمور / در نقش هالت
- ریدن گریر / در نقش آلی
- اشلی هادسون / در نقش زن وحشت زده

## نظر منتقدین
مگی با استقبال متوسط رو به بالایی روبرو شد و بسیاری از منتقدان بازی شوارتزنگر و برسلین را تحسین کردند.
کریستوفر بورن از (ویچ فیلم) که جشنواره تریبکا را دنبال می‌کرد اظهار داشت که شوارتزنگر یکی از بهترین و تأثیرگزارترین بازی‌هایش را اینجا ارائه داده است. او در کمال شگفتی در عمق نقش فرو رفته و با رعایت نکات ظریف نقش پدری را بازی می‌کند که برای اینکه در آخرین لحظات با دخترش باشد تلاش می‌کند و از اینکه نمی‌تواند روند رو به زوال دخترش را بهبود بخشد رنج می‌برد. شوارتزنگر علاوه بر این نشان می‌دهد که در آستانه هفتاد سالگی که نمی‌تواند مانند قبل فعالیت‌های فیزیکی در فیلم‌هایش داشته باشد توانایی نقش‌های گسترده‌تر و درام هم دارد.
پری نیمروف از کالیدر که به فیلم نمره متوسط داده می‌گوید شوارتزنگر هرگز بازی زیرپوستی در فیلم ارائه نمی‌دهد ولی در نقش یک پدر عاشق می‌شود به راحتی با او ارتباط برقرار کرد.